# Gauliga Mittelrhein 1934/35
Die Gauliga Mittelrhein 1934/35 war die zweite Spielzeit der Gauliga Mittelrhein des Deutschen Fußball-Bundes. Die Gauliga wurde in dieser Saison in einer Gruppe mit zehn Mannschaften im Rundenturnier ausgespielt. Die Gaumeisterschaft sicherte sich erstmals der VfR Köln 04 rrh. und qualifizierte sich dadurch für die deutsche Fußballmeisterschaft 1934/35, bei der die Kölner in einer Gruppe mit dem VfL Benrath, dem FC Phönix Ludwigshafen und dem VfR Mannheim Gruppenletzter wurden, was nicht zum Weiterkommen ausreichte. Die Neulinge SC Blau-Weiß 06 Köln und 1. FC Idar mussten bereits nach einer Saison wieder absteigen. Aus den Bezirksligen stiegen TuS Neuendorf und TuRa Bonn auf.

## Abschlusstabelle
| Pl. | Verein                   | Sp. | S  | U | N  | Tore    | Quote | Punkte |
| --- | ------------------------ | --- | -- | - | -- | ------- | ----- | ------ |
| 1.  | VfR Köln 04 rrh.         | 18  | 13 | 3 | 2  | 047:200 | 2,35  | 29:70  |
| 2.  | Kölner CfR               | 18  | 9  | 5 | 4  | 030:180 | 1,67  | 23:13  |
| 3.  | SpVgg Sülz 07            | 18  | 8  | 4 | 6  | 036:310 | 1,16  | 20:16  |
| 4.  | SV Westmark Trier        | 18  | 7  | 6 | 5  | 027:280 | 0,96  | 20:16  |
| 5.  | Mülheimer SV 06 (M)      | 18  | 7  | 5 | 6  | 035:260 | 1,35  | 19:17  |
| 6.  | Kölner SC 1899           | 18  | 7  | 2 | 9  | 040:440 | 0,91  | 16:20  |
| 7.  | Bonner FV 01             | 18  | 7  | 2 | 9  | 034:440 | 0,77  | 16:20  |
| 8.  | Eintracht Trier          | 18  | 6  | 3 | 9  | 023:320 | 0,72  | 15:21  |
| 9.  | SC Blau-Weiß 06 Köln (N) | 18  | 5  | 4 | 9  | 024:230 | 1,04  | 14:22  |
| 10. | 1. FC Idar (N)           | 18  | 2  | 4 | 12 | 012:420 | 0,29  | 08:28  |

| (M) | Titelverteidiger               |
| (N) | Aufsteiger aus der Bezirksliga |

## Aufstiegsrunde

### Gruppe A
| Pl. | Verein          | Sp. | S | U | N | Tore    | Quote | Punkte |
| --- | --------------- | --- | - | - | - | ------- | ----- | ------ |
| 1.  | TuS Neuendorf   | 6   | 5 | 1 | 0 | 030:900 | 3,33  | 11:10  |
| 2.  | SV Beuel 06     | 6   | 4 | 0 | 2 | 017:150 | 1,13  | 08:40  |
| 3.  | SC Brachbach 09 | 6   | 1 | 1 | 4 | 008:140 | 0,57  | 03:90  |
| 4.  | Hansa Trier     | 6   | 1 | 0 | 5 | 007:240 | 0,29  | 02:10  |

### Gruppe B
| Platz | Verein             | Spiele | Tore  | Quote. | Punkte |
| ----- | ------------------ | ------ | ----- | ------ | ------ |
| 1.    | TuRa Bonn          | 4      | 15:50 | 3,00   | 6:2    |
| 2.    | SpV Oberstein      | 4      | 07:50 | 1,40   | 6:2    |
| 3.    | Fortuna Kottenheim | 4      | 02:14 | 0,14   | 0:8    |